# Ситинское сельское поселение
Ситинское се́льское поселе́ние — муниципальное образование в районе имени Лазо Хабаровского края Российской Федерации. Образовано в 2004 году.
Административный центр — посёлок Сита.

## Население
| 2010  | 2011  | 2012  | 2013  | 2014  | 2015  | 2016  |
| ----- | ----- | ----- | ----- | ----- | ----- | ----- |
| 1973  | ↘1971 | ↘1935 | ↘1908 | ↘1871 | ↗1885 | ↘1837 |
| 2017  | 2018  | 2019  | 2020  | 2021  |       |       |
| ↘1810 | ↘1794 | ↘1756 | ↘1733 | ↘1309 |       |       |

## Населённые пункты
В состав поселения входят 4 населённых пункта:
| № | Населённый пункт | Тип     | Население |
| - | ---------------- | ------- | --------- |
| 1 | Змейка           | посёлок | ↘2        |
| 2 | Сита             | посёлок | ↘1272     |
| 3 | Шаповаловка      | село    | ↘2        |
| 4 | 34 км            | посёлок | ↘33       |